# Maurecourt
Maurecourt är en kommun i departementet Yvelines i regionen Île-de-France i norra Frankrike. Kommunen ligger i kantonen Andrésy som tillhör arrondissementet Saint-Germain-en-Laye. År 2022 hade Maurecourt 4 399 invånare.

## Befolkningsutveckling
Antalet invånare i kommunen Maurecourt
| Referens: INSEE |